# رستوران جادوگر
رستوران جادوگر (کره‌ای: 마녀식당으로 오세요) یک مجموعهٔ تلویزیونی کره جنوبی سال ۲۰۲۱ با بازی سونگ جی-هیو، نام جی-هیون و چه جونگ-هیوپ است. این مجموعه از ۱۶ ژوئیه تا ۱۳ اوت ۲۰۲۱، جمعه‌ها ساعت ۱۶:۰۰ (کی‌اس‌تی) از پلتفرم استریم تیوینگ برای ۸ قسمت پخش شد.
رستوران جادوگر از ۵ تا ۱۹ ژانویه ۲۰۲۲، روزهای چهارشنبه و پنجشنبه ساعت ۲۲:۳۰ (کی‌اس‌تی) از شبکه تلویزیونی تی‌وی‌ان برای ۵ قسمت پخش شد.

## بازیگران

### اصلی
- سونگ جی-هیو در نقش جو هی را[۶]

یک جادوگر و صاحب رستوران.
- نام جی-هیون در نقش جونگ جین[۷]

یک کارمند در رستوران جو هی را.
- چه جونگ-هیوپ در نقش لی گیل یونگ[۸]

دانش آموز دبیرستانی و یک کارمند پاره وقت در رستوران جو هی را.